# Terrasse à Sainte-Adresse
Terrasse à Sainte-Adresse est une huile sur toile de Claude Monet réalisée en 1867. Le tableau a été exécuté sous le règne de Napoléon III pendant le Second Empire. À cette époque, de nombreux peintres d'avant-garde sont refusés au Salon. Monet va alors prendre la tête d'un groupe de peintres nommé La Société anonyme des artistes peintres, sculpteurs et graveurs. 

## Composition
Quatre personnages sont représentés dans un paysage, deux sont debout et deux assis au premier plan sur des chaises en bois courbé. Les deux personnages assis sont Adolphe, le père de Monet et Jeanne Lecadre, sa tante, cachée sous une ombrelle. La composition est rythmée par des lignes horizontales (le bord de la terrasse et l'horizon), verticales (les deux drapeaux, les personnes près de la balustrade) et obliques (l'orientation des chaises.) Ces lignes de force donnent un équilibre, presque une symétrie à l'ensemble de la composition. Le cadrage est large, les personnages sont inscrits dans leur environnement. La vue est en plongée sur les personnages, comme s'ils étaient observés d'une fenêtre. Au troisième plan, des bateaux voguent sur l'eau, en direction du Havre.

## Couleur et lumière
Les contours des formes sont plutôt nets, excepté les visages des personnages difficilement discernables. Monet fait le choix de couleurs réalistes. La dominante du premier plan est le vert de la végétation aux tonalités lumineuses. La dominante de l'arrière-plan est le bleu sombre/grisâtre aux tonalités éteintes que l'on retrouve dans le ciel et la mer. 